# Unnecessary Roughness '95
Unnecessary Roughness '95 is een videospel voor het platform Sega Mega Drive. Het spel werd uitgebracht in 1994. 